# Destroy All Humans! Path of the Furon
Destroy All Humans! Path of the Furon (англ. Знищити людство! Шлях Фурона) — американська відеогра жанру пригодницький бойовик у відкритому світі 2008 року, що була розроблена компанією Sandblast Games і видана THQ. Дія гри розгортається в 1970-х роках і є четвертою частиною франшизи Destroy All Humans!. 1 грудня 2008 року випущена в Північній Америці для Xbox 360.
26 листопада 2008 року північноамериканська версія для PlayStation 3 була скасована з посиланням на «проблеми з розробкою». Однак, версія для PlayStation 3 все ж була випущена у 2009 році в Австралії 12 лютого і в Європі 13 лютого, одночасно з випуском для Xbox 360.

## Ігровий процес
Destroy All Humans! Path of the Furon містить понад 30 сюжетних місій, 20 побічних завдань і багатокористувацькі режими. Як і в попередніх іграх, більшість сюжетних місій можна проходити в нелінійному порядку.

### Багатокористувацький режим
Ця гра має багатокористувацький режим з розділеним екраном. Більшість випробувань проходять в режимі «гравець проти гравця», хоча один з них є кооперативним. Карти є зменшеними версіями своїх однокористувацьких аналогів. Серед ігор — Йонний футбол, де гравці використовують свої йонні детонатори, щоб забити м'яч у ворота один одного, Брейн-О-Мейтік, де гравці поміщають людей в машину, яка витягує їх мозок для обробки, і Абдукторама, в основному змагальна гра «тримайся подалі», в якій мета гри полягає в тому, щоб викрасти м'яч і тримати його поза досяжністю іншого гравця до тих пір, поки колір гравця не заповнить смужку, або заповнити смужку більше, ніж інший гравець, і утримувати її так, поки не закінчиться час. У грі немає спільних однокористувацьких місій, а також гравець не може проходити сюжет разом з іншими гравцями.

## Саундтрек та аудіо
Музичний супровід виконує композитор Ґеррі Шайман. За словами творчого директора гри Джона Ноулза, в грі приблизно 15 000 рядків розмовного діалогу. У грі більше жартів між Крипто і Віспою, інтерактивних розмов і більше людських думок, які потрібно прочитати. На кожну людину в грі припадає від 30 до 50 думок, а загалом близько 2000.

## Огляди
| Агрегатор  | Оцінка |
| ---------- | ------ |
| Metacritic | 34/100 |

| Видання                            | Оцінка |
| ---------------------------------- | ------ |
| 1Up.com                            | D      |
| Destructoid                        | 3/10   |
| Edge                               | 3/10   |
| Eurogamer                          | 2/10   |
| Game Informer                      | 4.5/10 |
| GamePro                            | [ 12 ] |
| GameSpot                           | 4/10   |
| GameZone                           | 5/10   |
| IGN                                | 3/10   |
| PlayStation Official Magazine — UK | 1/10   |
| Official Xbox Magazine (США)       | 4.5/10 |

Destroy All Humans! Path of the Furon отримала загалом несприятливі відгуки, згідно з оцінкою агрегатора рецензій Metacritic.
Відгуки про ігровий саундтрек загалом кращі. GameZone сказали: «Саундтрек все ще має відчуття науково-фантастичного Б-фільму з великою дозою фанку та диско в стилі 70-х років, доданих для повноти картини».